# ایستگاه راه‌آهن والتامستو کویینز رود
ایستگاه راه‌آهن والتامستو کویینز رود (انگلیسی: Walthamstow Queen's Road railway station) یکی از ایستگاه‌های خط گاسپل اوک تا بارکینگ متروی زمینی لندن است.
این ایستگاه که در سال ۱۸۹۴ تأسیس شده در منطقه والتامستو قرار دارد.

## نگارخانه

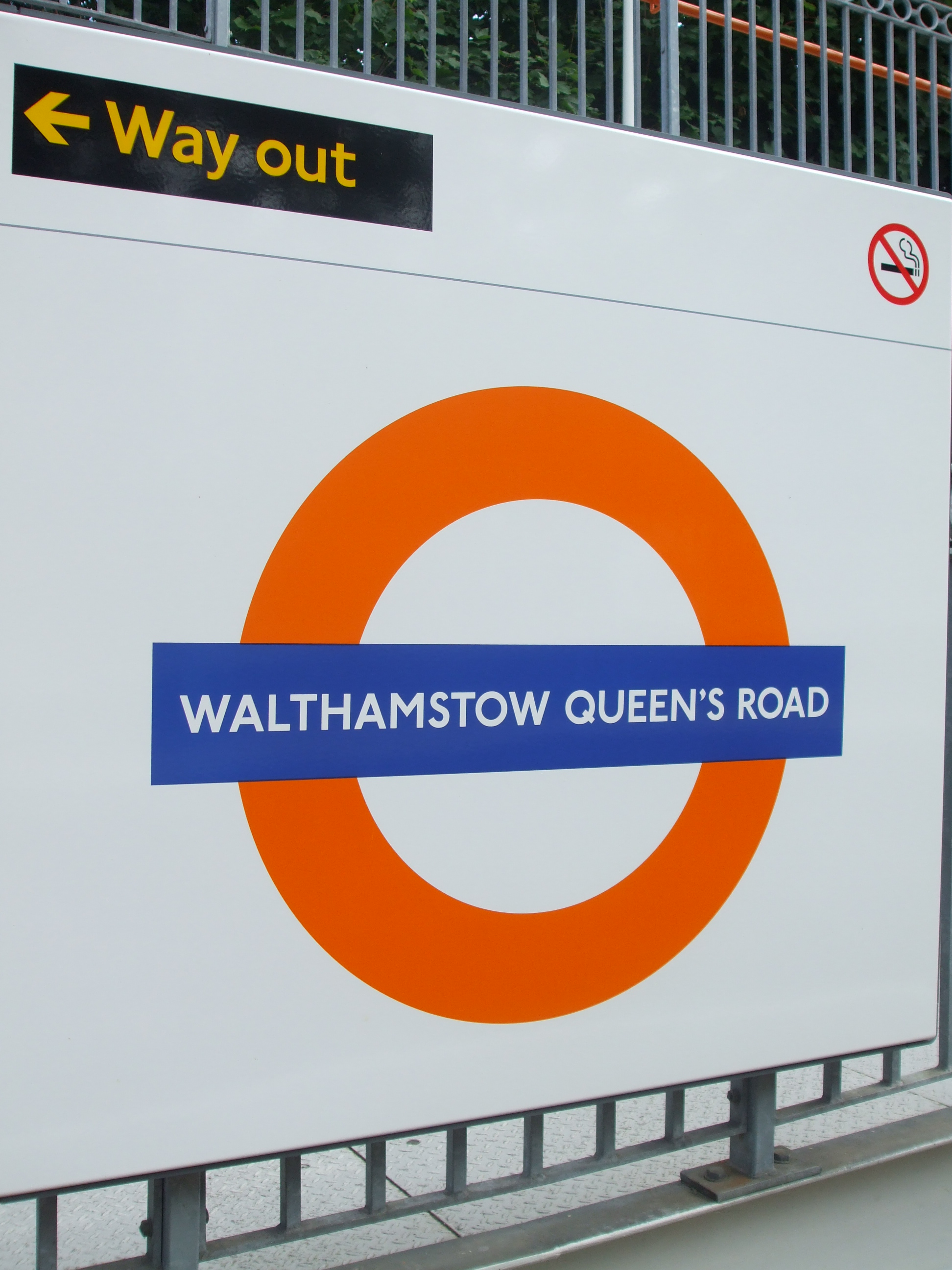
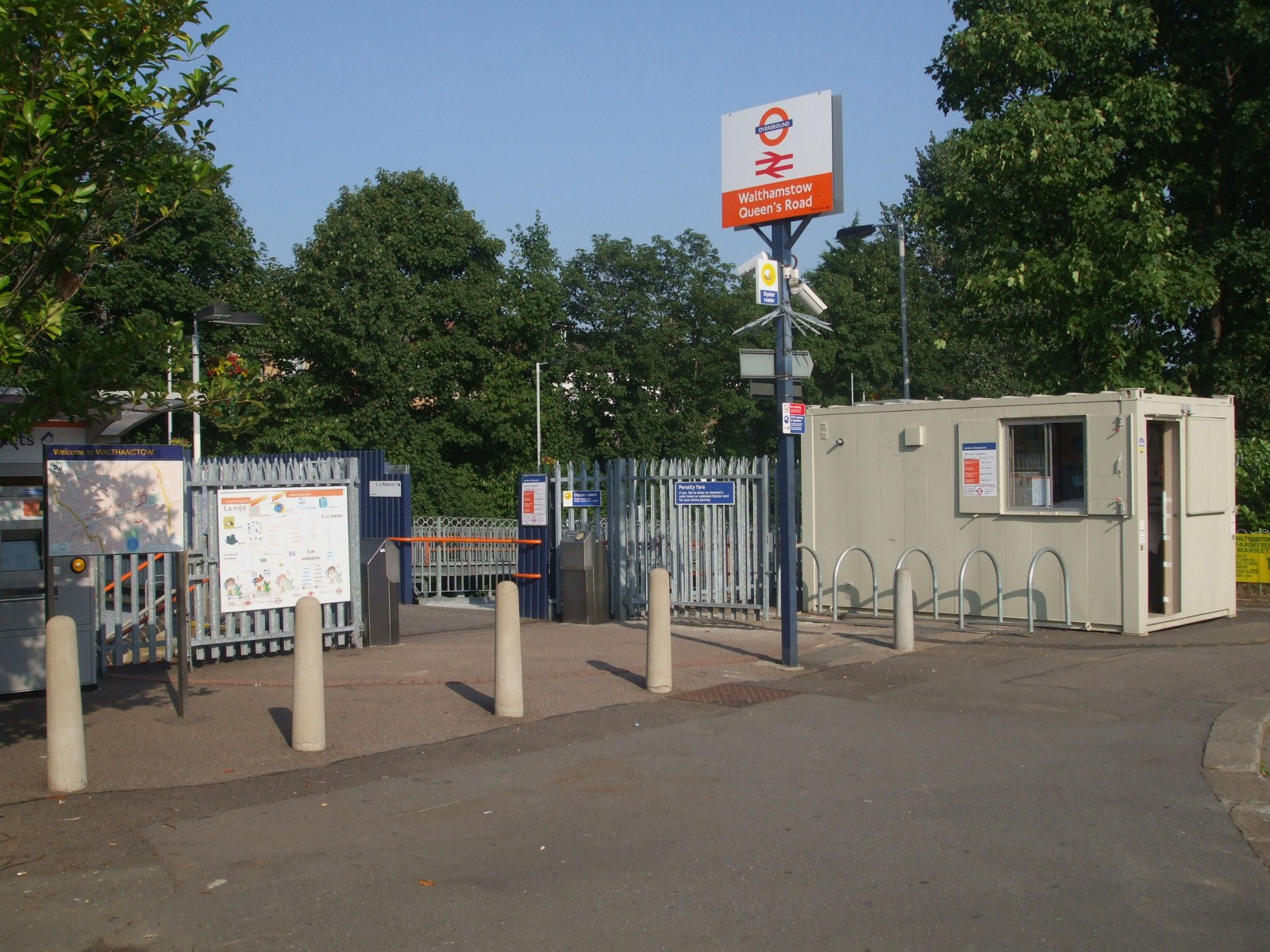
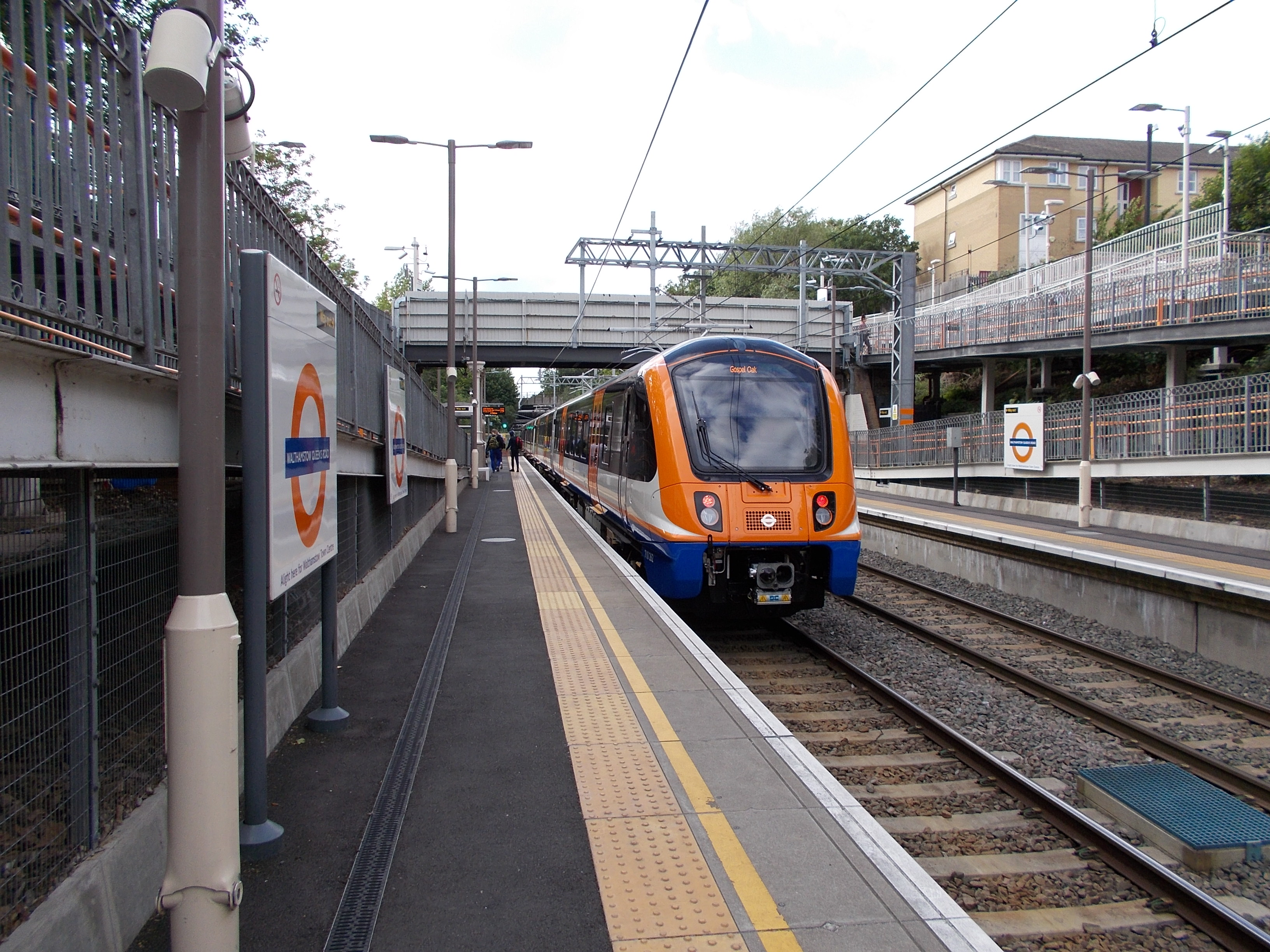
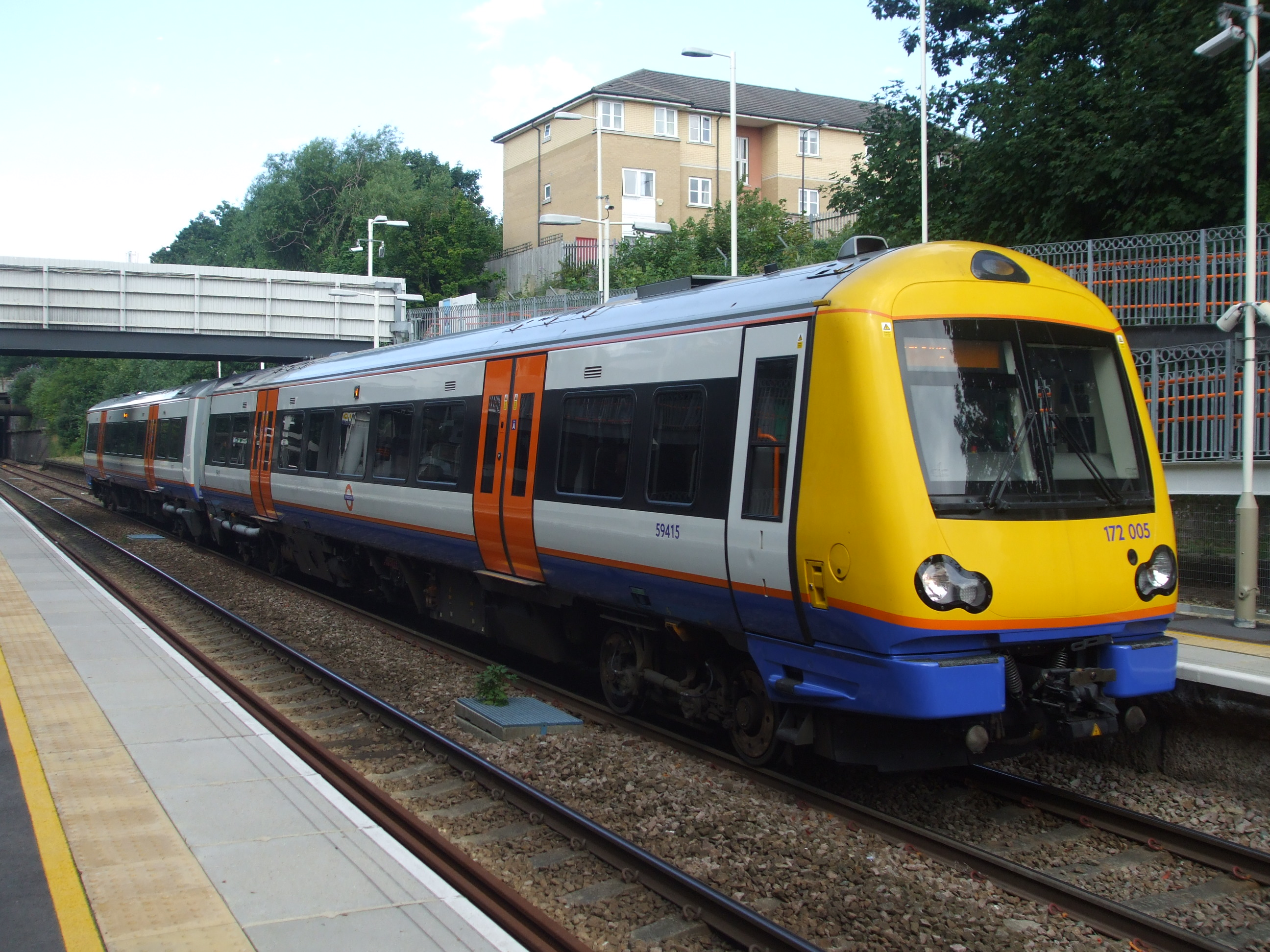